# Cayrac
Cayrac (okzitanisch: Cairac) ist eine französische Gemeinde mit 562 Einwohnern (Stand: 1. Januar 2022) im Département Tarn-et-Garonne in der Region Okzitanien. Cayrac gehört zum Arrondissement Montauban und zum Kanton Quercy-Aveyron. Die Einwohner werden Cayracois genannt.

## Geographie
Cayrac liegt etwa 15 Kilometer nordöstlich von Montauban im Quercy. Der Aveyron begrenzt die Gemeinde im Süden. Umgeben wird Cayrac von den Nachbargemeinden Réalville im Norden, Bioule im Osten, Nègrepelisse im Süden und Südosten sowie Albias im Süden und Westen.

## Bevölkerungsentwicklung
| 1962                       | 1968 | 1975 | 1982 | 1990 | 1999 | 2006 | 2018 |
| -------------------------- | ---- | ---- | ---- | ---- | ---- | ---- | ---- |
| 263                        | 301  | 289  | 313  | 340  | 366  | 444  | 552  |
| Quellen: Cassini und INSEE |      |      |      |      |      |      |      |

## Sehenswürdigkeiten

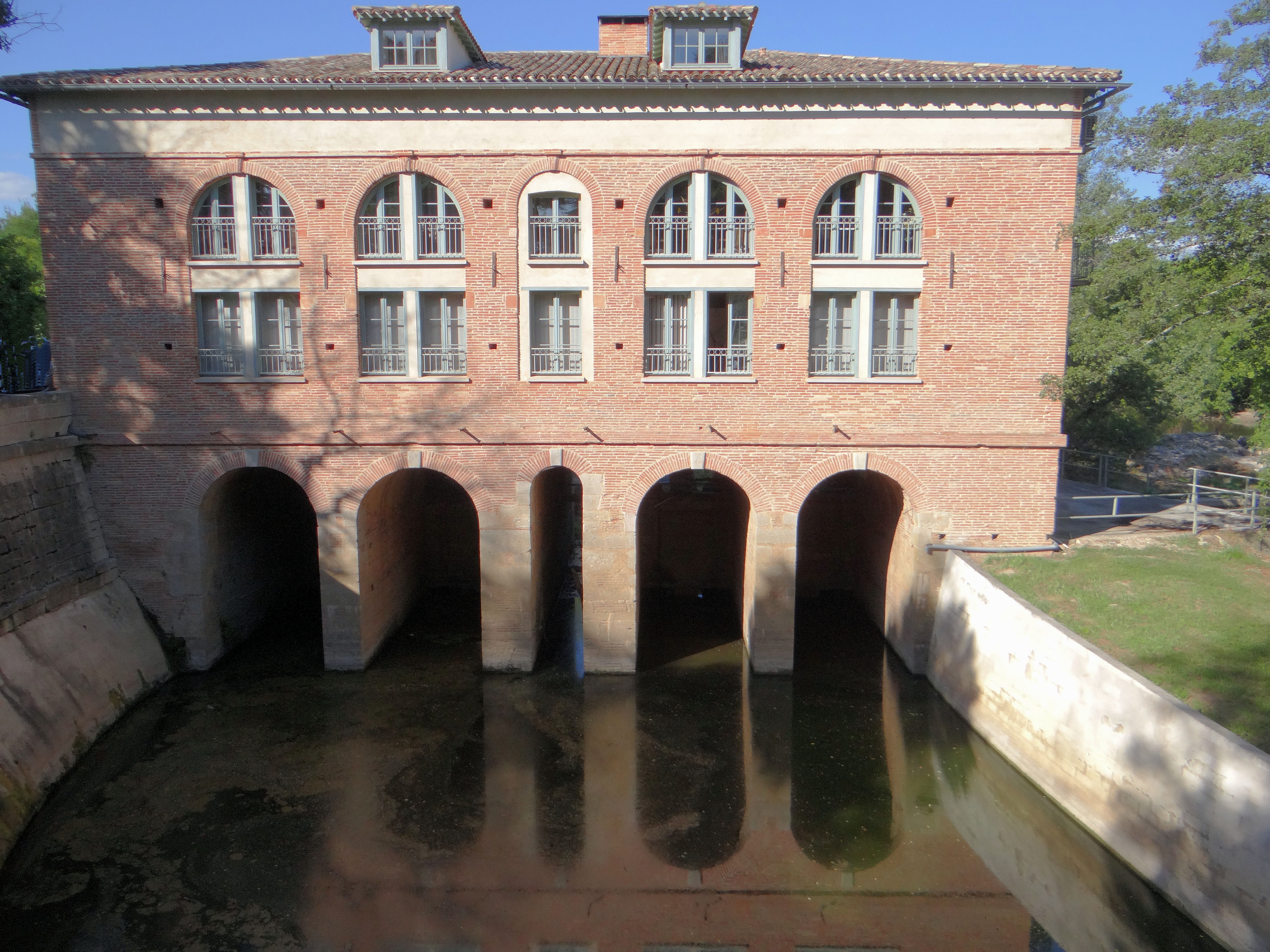
Mühle von Bellerive

- Mühle von Bellerive